# Annie Philippe

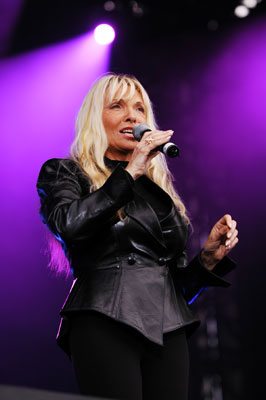
Annie Philippe auf der Bühne von Âge Tendre... La Tournée Des Idoles, Oktober 2006.

Annie Philippe (* 17. Dezember 1946 in Paris, Frankreich) ist eine französische Popsängerin.

## Leben
Annie Philippe wurde in Ménilmontant, einem Viertel im  20. Arrondissement von Paris geboren, wo sie mit vier Geschwistern aufwuchs. Nach der Schule arbeitete sie im Twenty One, einer Diskothek in der Rue Balzac. Dort lernte sie den Komponisten und Arrangeur Paul Mauriat kennen, für den sie erfolgreich vorsang und der sie bei der französischen Plattenfirma Riviera, einem Abzweig von Barclay Records, unterbrachte.
Philippes erste EP, N° 1, enthielt französische Coverversionen von Elvis Presleys Love Me Tender (Une Rose) sowie He Don't Want Your Love Anymore von Lulu (Vous Pouvez Me Dire). Diese EP fand keinen Anklang, aber die zweite, die ein Cover von Baby Love von den Supremes enthielt, verkaufte sich gut. Philippes Yéyé-Stil wurde schnell mit dem von France Gall verglichen. Eine ihrer frühen Singles, J’ai Tant De Peine, stammte aus der Feder von Guy Marchand.
Die vierte EP Ticket de Quai bescherte Philippe im März 1966 ihren bis dahin größten Hit. Nach einem Wechsel von Riviera zu Philips hatte sie im Sommer 1966 einen weiteren kleinen Hit mit Mes Amis, Mes Copains. Im Februar 1967 erreichte sie mit der Single Le Mannequin die französischen Top 10. Die Single hielt sich insgesamt drei Monate in den Top 20. Die gleichnamige EP enthielt mit Tu Peux Partir où tu Voudras eine Coverversion von Go Where You Wanna Go, die Debütsingle von The Mamas and the Papas. Es folgte Philippes erstes Studioalbum, C’est La Mode (1967). Paul Mauriat war der Arrangeur dieses Albums.
Philippe trat erstmals als Texterin auf, als sie das Titellied ihrer nächsten EP, Lettre Pour Annie (1967) schrieb. Im gleichen Jahr nahm sie das Titellied für den Agentenfilm Die Blonde von Peking (Originaltitel: La Blonde de Pékin; Regie: Nicolas Gessner) auf. Im Herbst 1967 hatte sie mit Les Enfants de Finlande einen weiteren Chart-Hit. Nachdem die nächste Single Une Petite Croix im Frühjahr 1968 floppte, wechselte sie zu Claude François’ Label Disques Flèche, wo 1969 die Single Je Découvre Tout erschien. Zudem tourte sie mit Jacques Dutronc.
Nach ihrer Heirat mit dem Geschäftsmann René Juillet († 1980) nahm Philippe Anfang der 1970er eine Pause von der Musikindustrie, bevor sie ab dem Ende des Jahrzehnts gelegentlich wieder Singles veröffentlichte, darunter Appelle Jack, ein Cover von Dolly Partons Applejack. 1972 posierte sie nackt für das Männermagazin Lui. In den 1980er Jahren wandte sie sich dem Fernsehen zu und trat unter anderem in Pascal Sevrans Sendung La Chance aux Chansons auf. 1988 hatte sie eine kleine Rolle in dem Filmdrama Der Löwe (Original: Itinéraire d’un Enfant Gâté; Regie: Claude Lelouch) mit Jean-Paul Belmondo.
Seit den 2000ern tritt Philipp wieder gelegentlich auf, unter anderem mit dem französischen Sänger Frank Alamo.

## Diskografie

### Studioalben
- 1967: C'est La Mode (Philips P 70 392 L)

### Singles
- 1965: Vous Pouvez Me Dire / Qu'il Le Dise (Riviera 231046 M)
- 1965: Baby Love / C'est Loin Domani (Riviera 121028)
- 1965: J'ai Tant De Peine / Trois Petits Tambours (Riviera 121040)
- 1966: Pour Qui, Pour Quoi / Tchakaboum (Philips B 373.848 F)
- 1966: C'est La Mode / Soeur Angélique (Philips B373.917F)
- 1967: Pas De Taxi / Le Mannequin (Philips PRO B 373.959 F)
- 1967: Lettre Pour Annie / Cœur Brisé, Cœur En Peine (Philips B 370.551 F)
- 1967: Tu Peux Partir où tu Voudras / Sensationnel Jeffry (Philips PRO B 373.963 F)
- 1967: Les Enfants de Finlande / Quarante Maringouins (Philips B 370.467F)
- 1969: Je Découvre Tout / Laissez Votre Chapeau Monsieur Lee (Disques Flèche CF 08)
- 1971: Je Suis À Toi / L'envie D'aimer (Disques Vogue V. 45-1813)
- 1976: Comme Je T'aime / Je Ne Suis Pas Celle Que Vous Croyez (Barclay 620221)
- 1977: Joue Aux Courses, Au Loto / Ne Pars Pas En Amérique (Decca 87035)
- 1978: Appelle Jack / Lundi Bleu (AB Productions 49.367)
- 1979: Don't Leave Me Lonely / Lazy Lady (AB Productions 2097 802)
- 1984: Tout Petit Coeur Solitaire / Ta Petite Annie (AB Productions 821 955-7)
- 1985: Attends Encore Un Peu / Lire Dans Tes Yeux (AB Productions 881 967-7)
- 1988: Qu'est C'que Tu Deviens? / Arrêt Sur Image (Ibach 14567)
- 2003: Embrasse-Moi (M10 317002), Promo-Single (mit Frank Alamo)

### Extended Plays
- 1965: N° 1: Vous Pouvez Me Dire, Une Rose, Qu'il Le Dise, Je Chante Je Danse (Riviera 231046 M)
- 1965: Baby Love: Baby Love, J'Ai Raté Mon Bac, Tout Finit A Saint-Tropez, C'est Loin Domani (Riviera 231083)
- 1965: J'ai Tant De Peine: J'ai Tant De Peine, Lui, Trois Petits Tambours, Le Souffleur De Verre (Riviera 231 111)
- 1966: Ticket De Quai: Ticket De Quai, On M'a Toujours Dit, Tu Ne Comprends Rien Aux Filles, Quand L'amour Est À Deux Pas (Riviera 231156)
- 1966: Mes Amis, Mes Copains: Mes Amis, Mes Copains, Cause Donc Toujours, Pour Qui, Pour Quoi, Tchakaboum (Mon Cœur Fait Tchakaboum) (Philips 37.237 BE)
- 1966: C'est La Mode: C'est La Mode, Ça Fait Pleurer, Soeur Angélique, Le Temps Des Poupées (Philips 437.276 BE)
- 1967: Les Enfants de Finlande: Les Enfants de Finlande, Plus Rien, Quarante Maringouins, Mon Ange Blond (Philips 437.386 BE)
- 1967: Lettre Pour Annie: Lettre Pour Annie, De Ce Côté de La Rivière, Cœur Brisé, Cœur En Fête, Pour La Gloire (Philips 437.344 BE)
- 1967: Le Mannequin: Tu Peux Partir où tu Voudras, Pas de Taxi, Le Mannequin, Sensationnel Jeffrey (Philips 437 307 BE)
- 1968: Une Petite Croix: Une Petite Croix, Laisse-nous Tranquilles, Bonjour, Bonsoir et Au Revoir, Le Flingue (Philips 437.433 BE)
- 1968: N° 1: Le Meme Amour, Croix de Bois, Croix de Fer, Boeing Jet et Caravelle, Les Oiseaux de Novembre (Disques Flèche CF 004)

### Compilations
- 1999: L'Intégrale Sixties (Magic Records 5244092)
- 2006: Tendres Années 60 (Universal 984240-1)
- 2008: Portrait 1964 / 1967 (Magic Records 3930802)
- 2015: Sensationnel! Yé-Yé Bonbons 1965-1968 (Ace International CDCHD 1431)